# Вільні. Нескорені
«Вільні. Нескорені» — сингл української співачки Тіни Кароль, реліз якого відбувся 16 вересня 2022 року. Композиція записана у співавторстві з Аркадієм Олександровим та Олександром Висоцьким.

## Опис та реліз
15 вересня 2022 року, у своєму офіційному Telegram-каналі, Кароль опублікувала новий сингл під назвою «Вільні. Нескорені» до офіційної прем'єри. Офіційний реліз композиції та відеокліпу відбувся 16 вересня 2022 року, на всіх музичних майданчиках. 
Новий україномовний сингл Тіни Кароль піднімає тему мотивації та сили, закликає до звільнення від нав'язаних стереотипів минулого.
Артистка присвятила трек українському народу, який через місяці війни Росії проти України, залишається вільним.
“Наш час настав, ми готові боротися за життя для вільної, непереможної країни та гордо нести свій прапор перемоги.  Ця пісня, як мантра опору, нерв непокірності, символ неминучих змін!” – заявила Тіна Кароль.
Вперше цю пісню Кароль виконала під час свого сольного концерту у Київському метрополітені, що відбувся 10 вересня 2022 року.

## Музичне відео
Прем’єра нового відеокліпу на пісню «Вільні.  Нескорені», відбулася 16 вересня 2022 року на офіційному YouTube каналі співачки. Режисерами кліпу виступили Ксенія Каргіна та Єлизавета Клюзко.
Зйомки відеокліпу, в якому Кароль з'являється у футуристичних образах, проходили в піщаному кварцовому кар'єрі в Харківській області, розташованому на відстані близько 50 км від Харкова в Нововодолазькому районі. Яскравим акцентом відеороботи став суперкар Atlas - всесвітньо відомий всюдихід українського виробництва, тільки на ньому вдалося пересуватися кар'єром.
У новій відеороботі Кароль приміряє кілька образів.  За стиль співачки у кліпі відповідала українська стилістка Ольга Ревуцька.

## Список композицій
| Цифрове завантаження, стрімінг | Цифрове завантаження, стрімінг | Цифрове завантаження, стрімінг                        | Цифрове завантаження, стрімінг   | Цифрове завантаження, стрімінг |
| #                              | Назва                          | Автор слів                                            | Автор музики                     | Тривалість                     |
| ------------------------------ | ------------------------------ | ----------------------------------------------------- | -------------------------------- | ------------------------------ |
| 1.                             | «Вільні. Нескорені»            | Тіна Кароль, Аркадій Олександров, Олександр Висоцький | Аркадій Олександров, Тіна Кароль | 3:24                           |
| 3:24                           |                                |                                                       |                                  |                                |

## Історія релізу
| Регіон  | Дата            | Формат                         | Версія     | Лейбл             | Дж.    |
| ------- | --------------- | ------------------------------ | ---------- | ----------------- | ------ |
| Україна | 15 вересня 2022 | Радіоротація                   | українська | Самостійний реліз | [ 11 ] |
| Світ    | 16 вересня 2022 | Цифрове завантаження, стрімінг | українська | Самостійний реліз | [ 12 ] |